# Holothrix burchellii
Holothrix burchellii är en orkidéart som först beskrevs av John Lindley, och fick sitt nu gällande namn av Heinrich Gustav Reichenbach. Holothrix burchellii ingår i släktet Holothrix och familjen orkidéer. Inga underarter finns listade i Catalogue of Life.